# June Foray

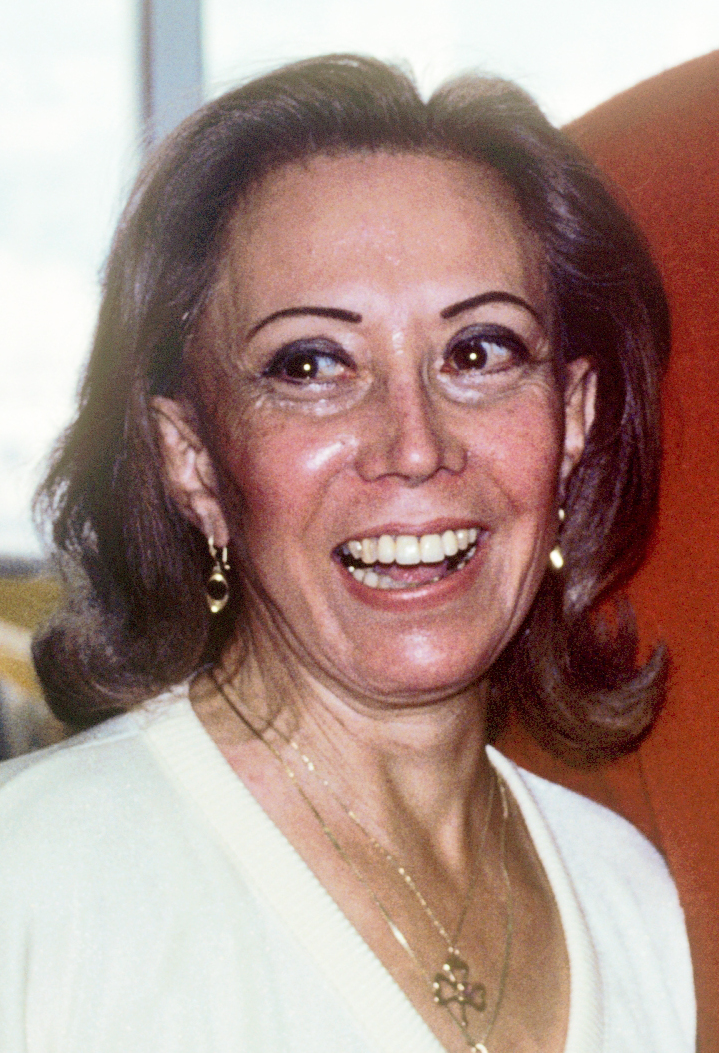
June Foray (1978)

June Foray (* 18. September 1917 in Springfield, Massachusetts als June Lucille Forer; † 26. Juli 2017 in Los Angeles, Kalifornien) war eine US-amerikanische Synchronsprecherin.

## Leben
Im Alter von zwölf Jahren war Foray erstmals im Radio zu hören. Mit 15 schrieb sie das Hörstück Lady Makebelieve, in dem sie selbst mehrere Stimmen sprach. Bis in die 1950er Jahre war Foray regelmäßig im Radio zu hören. Ab den 1940er Jahren wirkte Foray in Filmen und später auch im Fernsehen mit. Dabei war sie nur wenige Male selbst vor der Kamera zu sehen, hauptsächlich arbeitete sie als Sprecherin. 1950 lieh Foray in dem Disney-Film Cinderella der Katze Lucifer ihre Stimme. In den folgenden Jahrzehnten war Foray in mehr als 200 Sprechrollen in Film und Fernsehen zu hören. Zu den Serien, in denen sie mitwirkte, zählen unter anderem Familie Feuerstein, Die Jetsons, Tom und Jerry, Der rosarote Panther, DuckTales – Neues aus Entenhausen, Die Simpsons und Family Guy.
Von 1954 bis zu seinem Tod im Jahr 1976 war Foray in zweiter Ehe mit Hobart Donavan verheiratet. Foray starb im Juli 2017 im Alter von 99 Jahren; sie war bis zu ihrem Tod als Sprecherin aktiv. Ihr Grab befindet sich auf dem Westwood Village Memorial Park Cemetery in Los Angeles.

## Synchronarbeiten (Auswahl)
- 1950: Cinderella als Lucifer

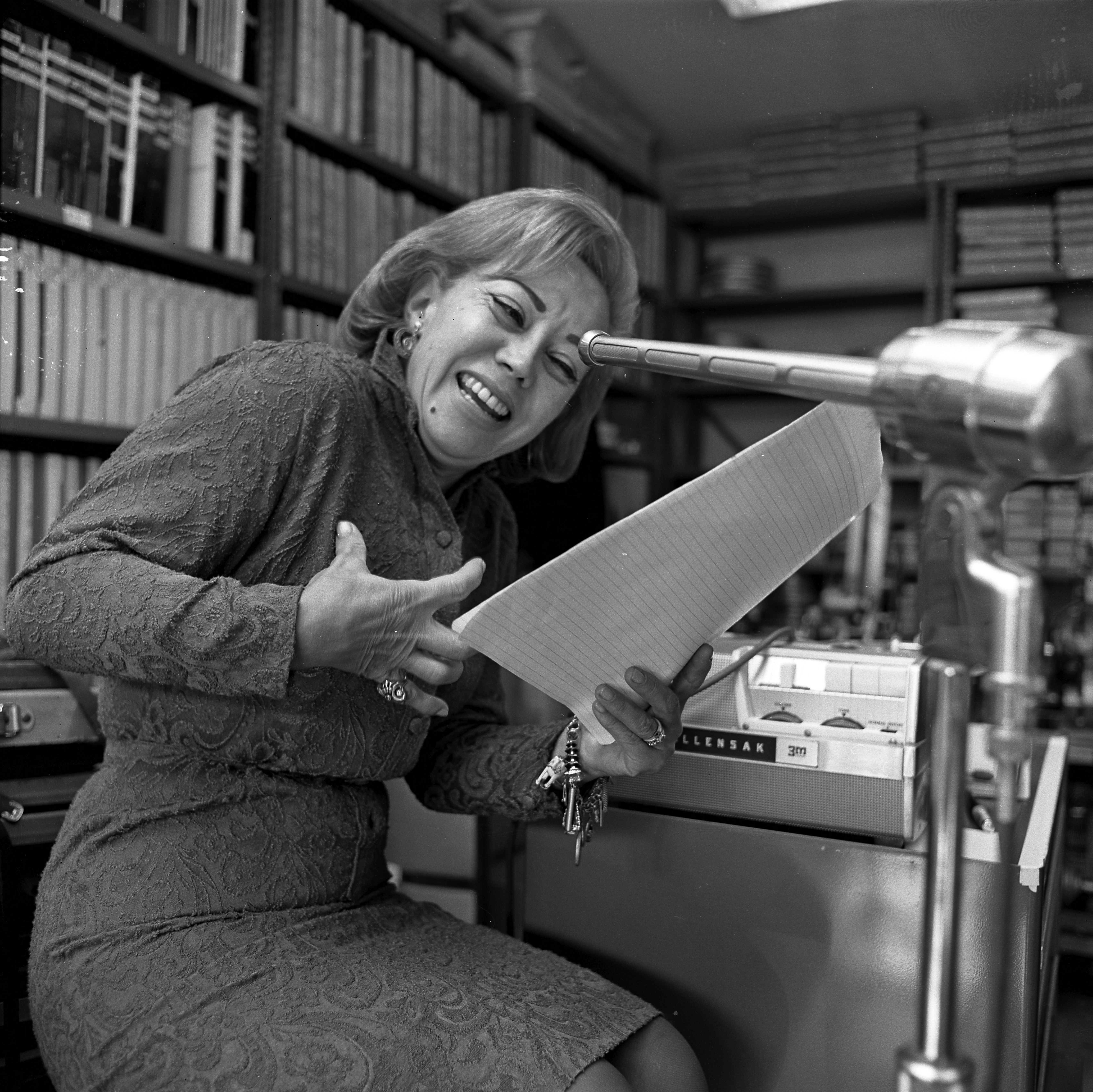
June Foray (1965)

- 1953: Peter Pan als Dicke Indianerin
- 1957: Woody Woodpecker (The Woody Woodpecker Show) als Knothead
- 1959–1964: Familie Feuerstein (The Flintstones) in verschiedenen Rollen
- 1960: Mister Magoo in verschiedenen Rollen
- 1960–1962: Bugs Bunny – Mein Name ist Hase (The Bugs Bunny Show) als Granny und Witch Hazel
- 1961: Yogi Bär (The Yogi Bear Show; in Deutschland unter Hucky und seine Freunde)
- 1961: The Bullwinkle Show in verschiedenen Rollen
- 1962: Die Jetsons (The Jetsons) in verschiedenen Rollen
- 1965: Tom und Jerry (Tom and Jerry) als Hexe
- 1966: Die gestohlenen Weihnachtsgeschenke (How the Grinch Stole Christmas!) als Cindy Lou-Who
- 1966: Road Runner und Wile E. Coyote (The Road Runner Show) in verschiedenen Rollen
- 1969: Der rosarote Panther (The Pink Panther Show)
- 1969: Scooby-Doo, wo bist du? (Scooby Doo, Where Are You?) als Gypsy Fortune Teller
- 1976: The Sylvester & Tweety Show in verschiedenen Rollen
- 1982: Der unglaubliche Hulk (The Incredible Hulk) als Rita
- 1982–1986: Die Schlümpfe als Jokey
- 1985–1990: Disneys Gummibärenbande (Disney’s Adventures of the Gummi Bears) als Grammi Gummi
- 1987–1990: DuckTales – Neues aus Entenhausen (DuckTales) als Gundel Gaukeley und Oma Knack
- 1990: Die Simpsons (The Simpsons)
- 1990–1993: Garfield und seine Freunde (Garfield and Friends)
- 1993: Rugrats als Blocky
- 1998: Mulan als Großmutter Fa
- 2001: Family Guy als Rocky
- 2011–2013: The Looney Tunes Show als Granny

## Auszeichnungen
1982 erhielt Foray den Winsor McCay Award. 1995 wurde zu ihren Ehren der June Foray Award eingeführt; Foray selbst war die erste Preisträgerin. Für die Synchronisation der Granny in The Sylvester & Tweety Mysteries wurde sie mit zwei Annie Awards ausgezeichnet. 2000 erhielt Foray einen Stern auf dem Hollywood Walk of Fame.